# Erosão fluvial
A erosão fluvial é a erosão causada pelas águas dos rios que provoca desgaste nos planaltos, dentre outros relevos e removem porções do solo das margens dos rios, provocando um deslizamento de terra. Por isso o rio pode mudar de forma muito parecida com a erosão pluvial, que é causada pela chuva. Essa erosão é causada pelas águas que correm nos rios, que pode causar o desmoronamento de barrancos. O próprio curso do rio pode ser alterado por causa da erosão. 
Assim, na fase inicial da erosão, devido a grande declividade do terreno, pode acontecer com mais intensidade, na fase mais avançada acontece transporte de sedimentos, já  na fase final ocorre o processo de acumulação de tais sedimentos,as águas dos rios escavam o leito formando vales profundos transportam materiais e depositam nas partes mais baixa. Ao chegarem ao final do percurso, na foz das águas depositam grande quantidade de sedimentos criando formas.
A erosão fluvial pode mudar o curso do rio, gerando os chamados meandros. Um exemplo da erosão fluvial é o Grand Canyon, localizado no Arizona, Estados Unidos. Ele é resultado da erosão fluvial do rio Colorado. Vale lembrar, que essas alterações no relevo levam muito tempo para acontecer, cerca de milhões de anos.
Outro exemplo é uma curva em um rio atua como barreira que desvia a água (Esse desvio é chamado Meandro, e pode ficar abandonado depois de erodido). Assim, à medida que a água é desviada, vai erodindo a margem e depositando o material na margem oposta, cuja velocidade da água é menor.